# Tricastinská jaderná elektrárna
Tricastinská jaderná elektrárna (francouzsky Centrale nucléaire du Tricastin) je jadernou elektrárnou ve Francii. Nachází se v metropolitním regionu Auvergne-Rhône-Alpes, na břehu kanálu Donzer-Mondragon v obci Saint-Paul-Trois-Chateau. Skládá se ze čtyř jaderných reaktorů o hrubém výkonu 955 MW každý. Celkový hrubý výkon elektrárny činí 3820 MW. Po jaderné elektrárně Bugej jde o druhou nejstarší provozovanou jadernou elektrárnu ve Francii. Provozovatelem a vlastníkem je francouzská společnost EDF.

## Historie a technické informace

### Počátky
Příprava výstavby jaderné elektrárny začala v 70. letech. Zvolena byla lokalita poblíž jaderného zařízení pro obohacování uranu Eurodif (La Hague). Lokalita je vhodná z toho důvodu, že se nachází u břehu kanálu Donzère-Mondragon, což zajišťuje dostatečné množství chladicí vody. Díky jadernému areálu je také zajištěna dostatečná infrastruktura. Zvoleny byly čtyři tlakovodní třísmyčkové jaderné reaktory Framatome M310, které mají původ v reaktorech Westinghouse M310, které jsou také třísmyčkové.

### Výstavba
Výstavba prvního bloku jaderné elektrárny byla zahájena 1. listopadu 1974. Druhý blok začal být budován 1. prosince 1974. Třetí a čtvrtý následovaly 1. dubna 1975 a 1. května 1975. Hrubý výkon všech bloků je 955 MW a čistý výkon, který každý z nich odesílá do sítě činí 915 MW. Celkový hrubý výkon elektrárny je tedy 3820 MW. Reaktory jsou navrženy tak, aby odolaly zemětřesení o síle 5,2 Richterovy stupnice.

### Uvedení do provozu
Všechny bloky elektrárny Tricastin byly připojovány k síti a spouštěny do provozu chronologicky. První blok byl připojen k rozvodné síti dne 31. května 1980 a do komerčního provozu přešel 1. prosince 1980. Druhý blok byl do sítě zapojen 7. srpna 1980 a komerční provoz následoval 1. prosince 1980. Třetí blok se k síti připojil 10. února 1981 a komerční provoz nastal 11. května 1981. Poslední čtvrtý blok začal dodávat elektřinu do sítě 12. července 1981 a komerční provoz zahájil 1. listopadu 1981.
Dne 1. září 1980 musel být reaktorový blok odstaven po prasknutí potrubí obsahujícího radioaktivní odpadní vodu. Rozlité odpadní vody byly podle oficiálních informací zachycovány.
V roce 2003, během vysokých teplot byla překročena maximální povolená teplota chladicí vody, která proudí z jaderné elektrárny do řeky, která činí 27 °C o 1,8 °C. Situace nebyla nijak řešitelná a trvala pouze 44 hodin.
Dne 2. července 2004 francouzský úřad pro jadernou bezpečnost zjistil, že reakce na požár od hasičského sboru by trval 37 minut.
V červenci 2008 byla omylem přeplněna nádrž s roztokem obsahujícím přírodní uran, přičemž uniklo 18 000 litrů roztoku. V důsledku toho byla v sousedních řekách zaznamenána zvýšená radioaktivita. Podle různých odhadů se do pevniny a řek dostalo 75 až 360 kg přírodního uranu. Půdní testy však ukázaly, že úroveň radiace v zemi byla překročena pouze o 5 % normy. Francouzské orgány uložily zákaz používání vody z okolních řek k pití nebo k zavlažování plodin. Rovněž byl zakázán rybolov, plavání a jiné vodní sporty. Celkově bylo asi 100 lidí vystaveno radioaktivním částicím.
Dne 2. července 2011 došlo k požáru transformátoru.

## Informace o reaktorech
| Reaktor     | Typ reaktoru         | Výkon  | Výkon  | Zahájení výstavby | Připojení k síti | Uvedení do provozu | Uzavření |
| Reaktor     | Typ reaktoru         | Čistý  | Hrubý  | Zahájení výstavby | Připojení k síti | Uvedení do provozu | Uzavření |
| ----------- | -------------------- | ------ | ------ | ----------------- | ---------------- | ------------------ | -------- |
| Tricastin-1 | Framatome M310 - CP1 | 915 MW | 955 MW | 1. 11. 1974       | 31. 5. 1980      | 1. 12. 1980        |          |
| Tricastin-2 | Framatome M310 - CP1 | 915 MW | 955 MW | 1. 12. 1974       | 7. 8. 1980       | 1. 12. 1980        |          |
| Tricastin-3 | Framatome M310 - CP1 | 915 MW | 955 MW | 1. 4. 1975        | 10. 2. 1981      | 11. 5. 1981        |          |
| Tricastin-4 | Framatome M310 - CP1 | 915 MW | 955 MW | 1. 5. 1975        | 12. 7. 1981      | 1. 11. 1981        |          |